# Чернявка (Алтайский край)
Чернявка — упразднённый посёлок в Ребрихинском районе Алтайского края. На момент упразднения входил в состав Рожне-Логовского сельсовета. Исключен из учётных данных в 2004 г.

## География
Располагался в юго-восточной части района, на краю ленточного бора, в 6 км (по прямой) к северо-востоку от села Рожнев Лог.

## История
Основан в 1922 году. В 1928 году посёлок Черниковский состоял из 73 хозяйств. В административном отношении входил в состав Зиминского сельсовета Ребрихинского района Барнаульского округа Сибирского края.
Исключен из учётных данных в 2004 году.

## Население
По данным переписи 1926 года в посёлке проживало 389 человек (191 мужчина и 198 женщин), основное население — русские.
Согласно результатам переписи 2002 года, в национальной структуре населения русские составляли 100 % из 5 жителей.